# 天主教羅馬教區

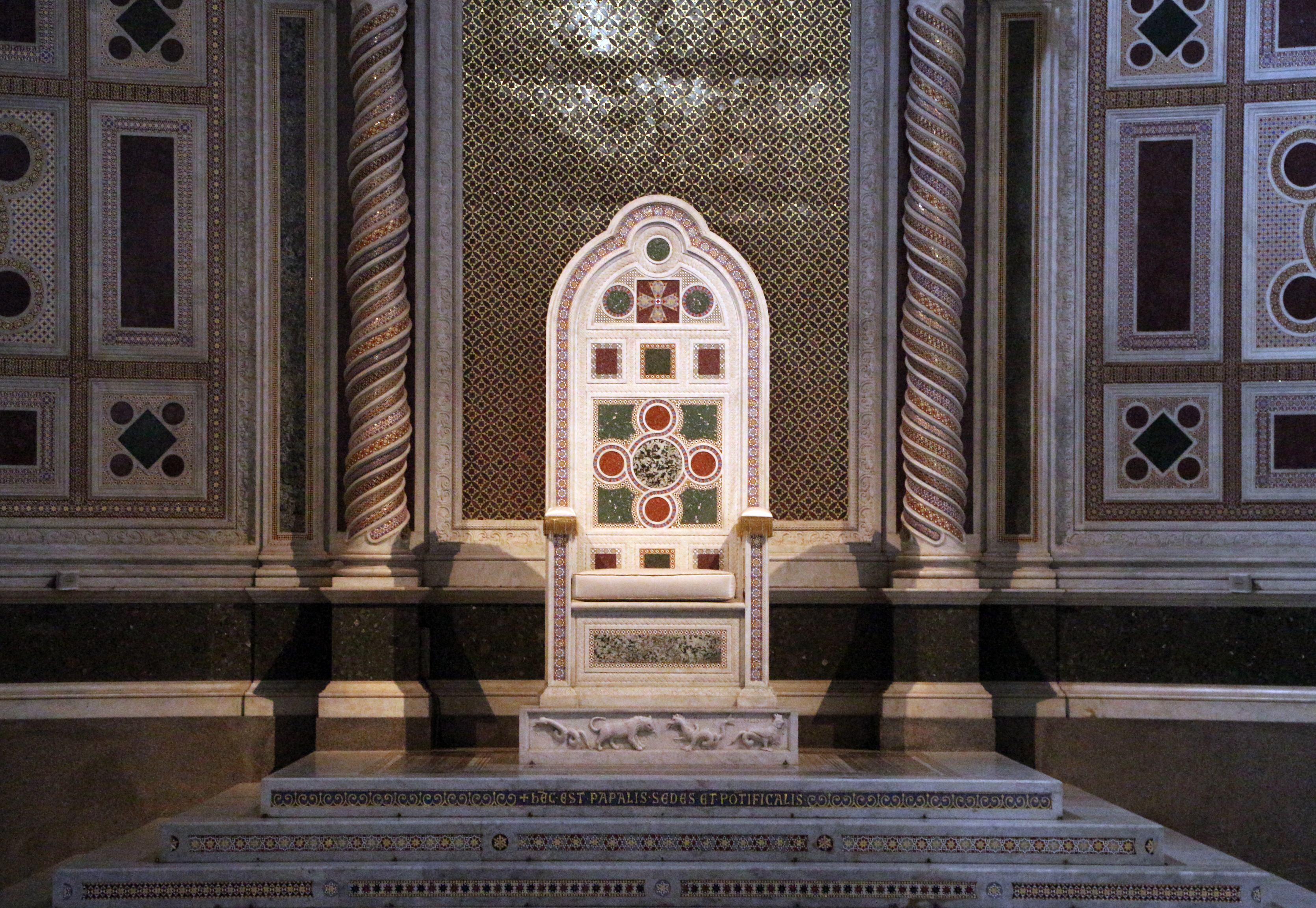
位於拉特朗大殿內的教宗座位

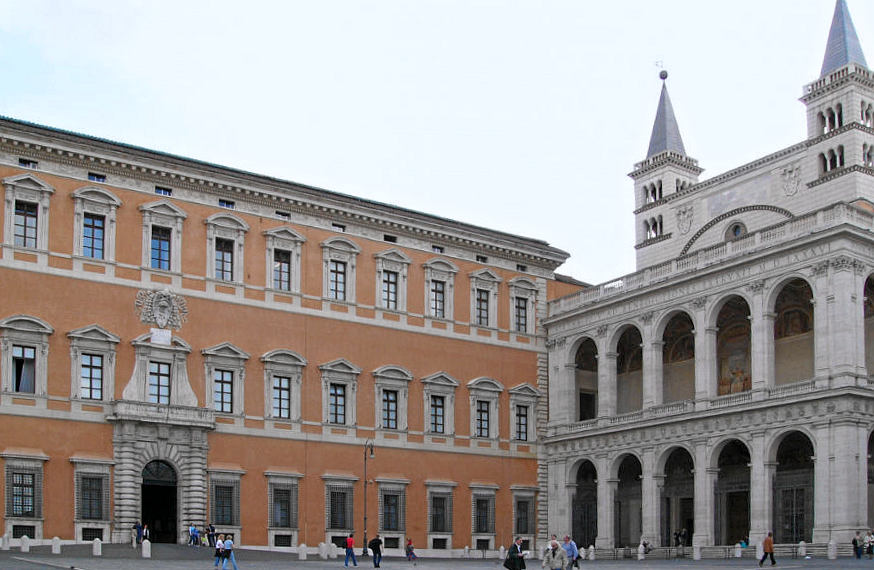
位於拉特朗大殿旁的拉特朗宮（圖左之建築），為罗马教区代理主教駐地

天主教羅馬教區是天主教會在義大利首都羅馬設置的教區，轄區實際上包含羅馬市與梵蒂岡城國。其拉丁文名稱的是「城市」的意思，指涉「那個城市」，即羅馬。該教區之主教即教宗，普世天主教會的領袖。2010年有教友2,473,000人，佔轄區總人口87.8%。教區下轄376個堂區，有4,922名司鐸。現任主教（第267任）為良十四世，於2025年5月8日當選。主教座堂是拉特朗聖若望大殿。
教宗除了是「基督代表」外，與羅馬教區有關的頭銜包括「拉丁禮教會的宗主教、普世教會最高教長、義大利首席主教、羅馬教省的總主教」。教座根據天主教會的傳統認定，是由耶穌基督的宗徒之首聖伯多祿所創。

## 管理
現任主教為良十四世，代理主教為安傑洛·德多納蒂斯樞機（罗马教区代理主教）和安傑洛·科瑪斯特里樞機（梵蒂岡城國代理主教），輔理主教為圭里諾·迪-托拉、保祿·塞爾瓦達吉、但尼爾·利巴諾里、保祿·里恰爾迪和若望-伯多祿·帕爾米耶里。榮休代理主教為加彌祿·魯伊尼樞機和奧斯定·瓦利尼樞機，榮休輔理主教為恩佐·迪耶奇和保祿·斯基阿翁。
羅馬教區下分為兩個牧區（義大利語：Vicariato），皆由代理主教代行教宗在教區內的管理職務，職權等同一般教區的副主教。全世界天主教會的司鐸級樞機及執事級樞機，名義上會被派往羅馬教區內的堂區，擔任領銜堂區的主任司鐸或執事。
- 羅馬牧區（Vicariato di Roma）：管理屬於義大利領土的部份，包含做為教區座堂的拉特朗聖若望大殿。下轄336個堂區[12]。現任代理主教為安傑洛·德多納蒂斯樞機[4]。
- 梵蒂岡城牧區（Vicariato della Città del Vaticano）：管理梵蒂岡的兩個堂區，即聖伯多祿大殿及梵蒂岡聖亞納堂。現任代理主教（英语：Vicar General for Vatican City）為安傑洛·科瑪斯特里樞機[3]。

羅馬教省有七個城郊教區（其中奧斯蒂亞教區1914年與羅馬教區合併，僅存主教頭銜予樞機團團長），皆供主教級樞機作為領銜教區，但是領該教區銜的主教級樞機們對於城郊教區並無實質管理權。實際上依然是由各教區的正權主教管理（奧斯蒂亞教區由負責義大利部份的代理樞機管理）。
另外，羅馬教區做為教省總教區（等同教省的「首府」），下轄1個總教區、9個教區及2個自治會院區。

## 歷任主教
歷史上，羅馬主教多數由羅馬人，或者由義大利半島諸國的人擔任，此慣例至波蘭籍的嘉祿·若瑟·沃伊蒂瓦在1978年當選為教宗後被打破。

## 外部連結
- 羅馬牧區 （页面存档备份，存于）（意大利文）
- 聖座（页面存档备份，存于）